# Birds-1

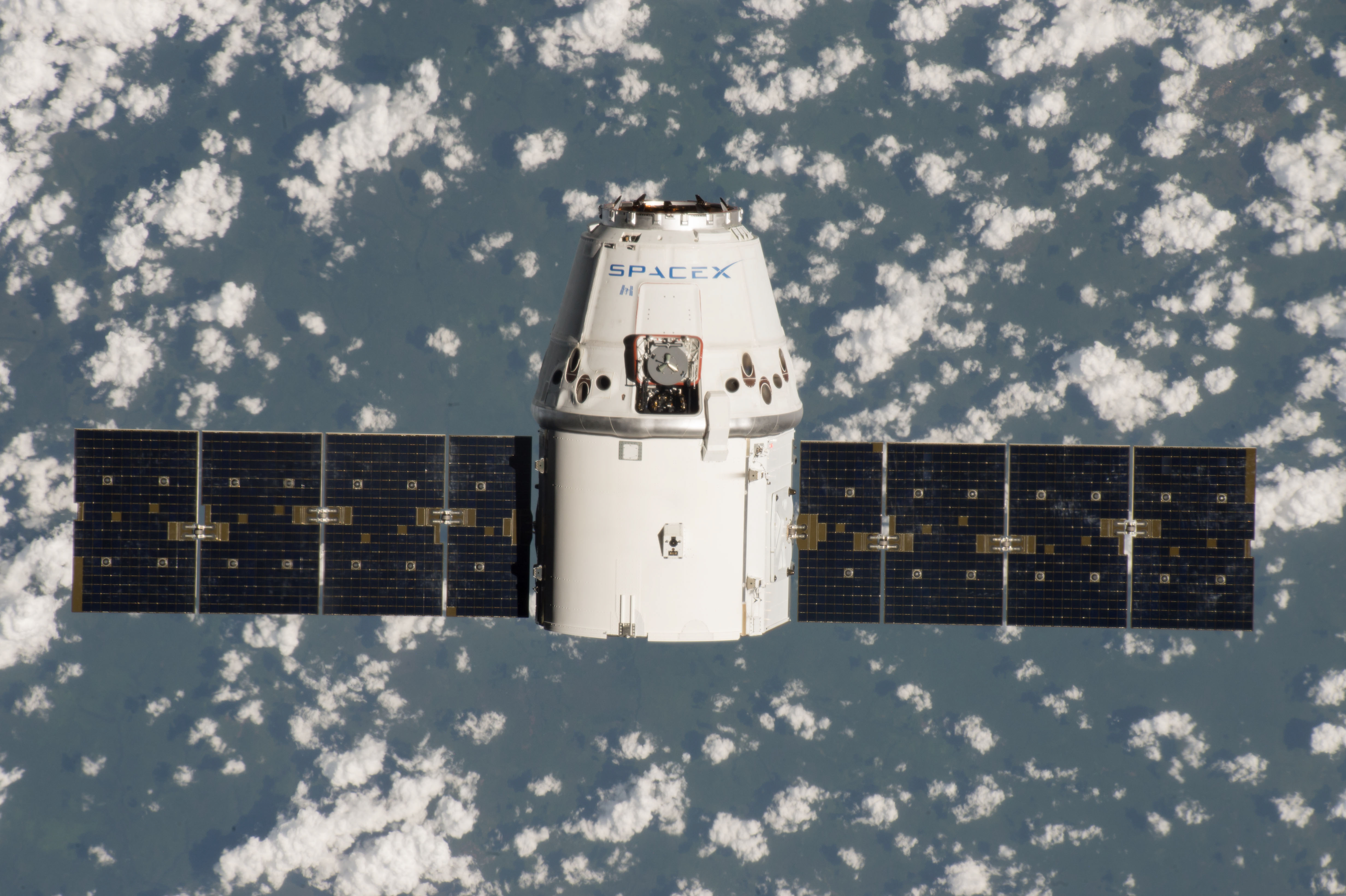
Il modulo Dragon della missione SpaceX CRS-11 mentre si avvicina alla ISS.

Birds-1 è la prima parte di un programma spaziale internazionale supportato dal Giappone e chiamato Progetto Joint Global Multi-Nation Birds Satellite, o Progetto BIRDS, avente lo scopo di aiutare diversi paesi a costruire il loro primo satellite e a lanciarlo in orbita. La prima costellazione di satelliti facente parte di questo progetto è stata lanciata il 3 giugno 2017 nell'ambito della missione SpaceX CRS-11 diretta verso la Stazione spaziale internazionale (ISS). Una volta giunta sulla ISS, la suddetta costellazione di satelliti è stata messa in orbita dal modulo Kibō. I paesi coinvolti nella fase Birds-1 sono stati il Ghana, la Mongolia, la Nigeria e il Bangladesh, alla loro prima volta nonché lo stesso Giappone.

## Panoramica
Tramite il progetto The Joint Global Multi-Nation Birds Satellite (BIRDS) il Giappone ha deciso di supportare paesi che non hanno mai messo in orbita nessun oggetto nella costruzione e nel lancio del loro primo satellite. Come detto, alla prima edizione di questo progetto, chiamata Birds-1, hanno partecipato cinque paesi: Ghana, Mongolia, Nigeria, Bangladesh e Giappone.

## Sviluppo
Il Birds-1 è supportato in particolare dal Kyushu Institute of Technology (KIT) come parte del più vasto Progetto BIRDS. I satelliti costruiti dai cinque paesi coinvolti sono tra loro identici e basati quindi sullo stesso progetto. In particolare si tratta di CubeSat di tipo 1U, quindi pesanti 1 kg e aventi uno spigolo di 10 cm.
Il Bangladesh ha realizzato il BRAC Onnesha, il Giappone il Toki, la Mongolia il Mazaalai, il Ghana il GhanaSat-1 e la Nigeria il Nigeria EduSat-1.

## Missione

### Lancio

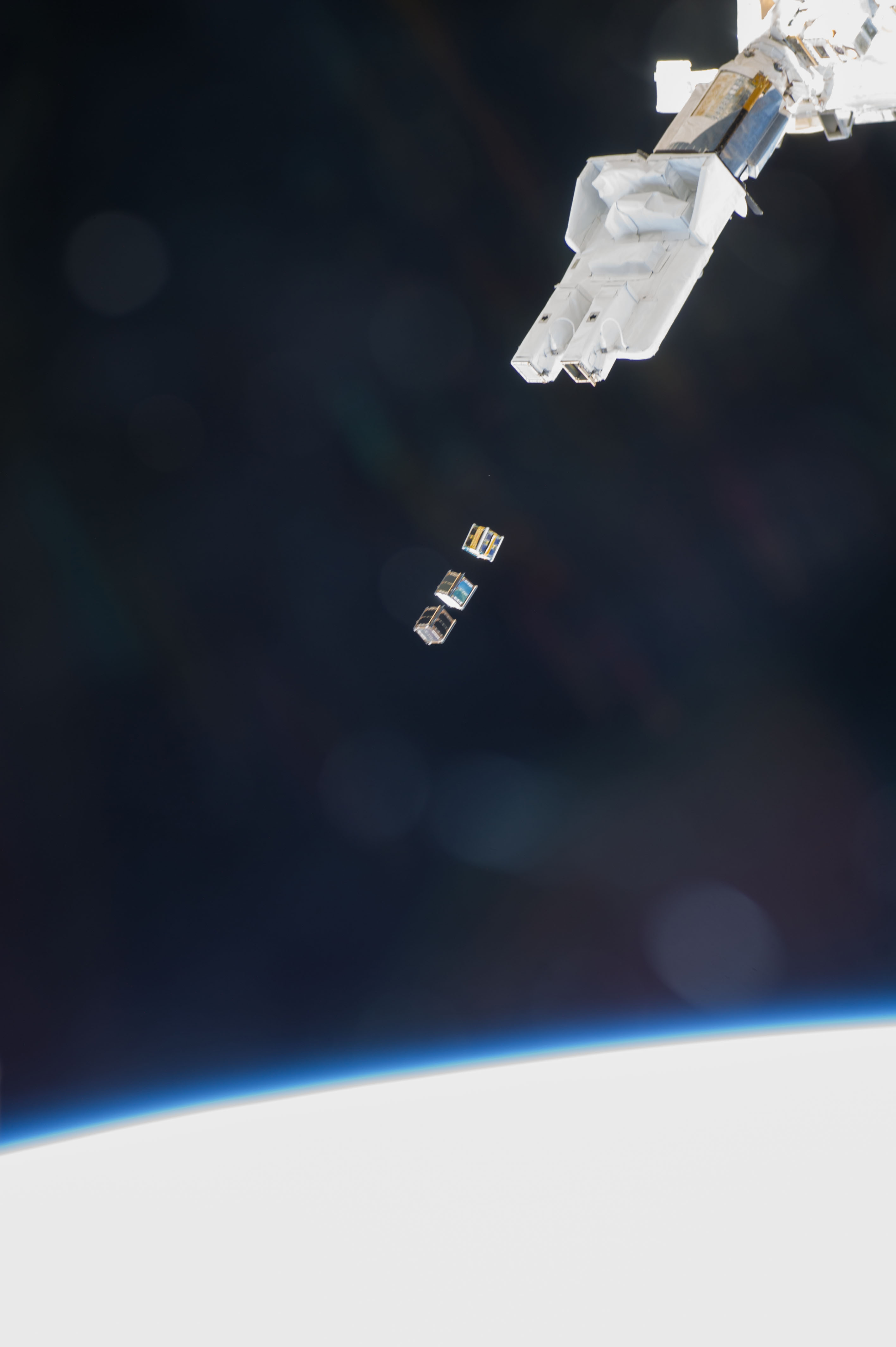
La messa in orbita di alcuni CubeSat dal modulo Kibō.

Il gruppo di satelliti è stato lanciato durante la missione SpaceX CRS-11, una missione spaziale privata di rifornimento per la Stazione spaziale internazionale, programmata da SpaceX per la NASA. Il razzo vettore della missione, un Falcon 9 FT, è decollato il 3 giugno 2017 alle 21:07 UTC dal complesso di lancio 39 del John F. Kennedy Space Center trasportando il modulo cargo Dragon C106 in quello che è stato il centesimo lancio da quel complesso.
Il 5 giugno il Dragon C106 ha raggiunto la ISS e, dopo il trasferimento, i satelliti sono stati eiettati nello spazio dal modulo della stazione spaziale chiamato Kibō grazie all'apposito dispositivo J-SSOD (JEM Small Satellite Orbital Deployer) ivi presente.
La costellazione è stata posta in un'orbita geocentrica all'altezza di 400 km e con un'inclinazione di 51,61°. I satelliti viaggiano a una velocità di 7,67 km/h, compiendo un giro della Terra in circa 91 minuti.

### Operazioni
I satelliti comunicano con sette stazioni a terra: una presente in ogni paese partecipante al programma Birds-1 più una in Tailandia e una a Taiwan.

## Fasi seguenti
Il supporto del Giappone ai paesi che non hanno mai lanciato satelliti in orbita è continuato con il progetto Birds-2 che ha visto coinvolti, oltre al Giappone, il Bhutan, la Malaysia e le Filippine, i cui satelliti sono stati portati sulla ISS dalla missione SpaceX CRS-15 nel luglio 2018 e sono stati da questa messa in orbita. La terza fase, il progetto Birds-3, ha coinvolto invece Sri Lanka e Nepal, oltre al solito Giappone, ed i satelliti di queste due nazioni, il Raavana 1 e il NepaliSat-1, sono stati messi in orbita dalla missione Cygnus NG-11 nell'agosto del 2019. La quarta fase del progetto, chiamata Birds-4, ha coinvolto, oltre al Giappone, anche le Filippine e il Paraguay: i satelliti di queste due nazioni, il Maya-2 e il GuaraniSat-1, sono stati mandati in orbita con la missione Cygnus NG-15 nel febbraio del 2021. La quinta fase del progetto, chiamata Birds-5, oltre al Giappone ha coinvolto due stati africani, l'Uganda e lo Zimbabwe, che hanno inviato nello spazio i loro primi satelliti (rispettivamente il PearlAfricaSat-1 e lo ZIMSAT-1) nel novembre 2022 con la missione Cygnus NG-18.